# Ешлі (Північна Дакота)
Ешлі (англ. Ashley) — місто (англ. city) в США, в окрузі Макінтош штату Північна Дакота. Населення — 613 особи (2020).

## Географія
Ешлі розташоване за координатами 46°2′5″ пн. ш. 99°22′25″ зх. д. / 46.03472° пн. ш. 99.37361° зх. д. (46.034852, -99.373542).  За даними Бюро перепису населення США в 2010 році місто мало площу 1,64 км², уся площа — суходіл.

### Клімат
| Клімат : Ешлі           | Клімат : Ешлі | Клімат : Ешлі | Клімат : Ешлі | Клімат : Ешлі | Клімат : Ешлі | Клімат : Ешлі | Клімат : Ешлі | Клімат : Ешлі | Клімат : Ешлі | Клімат : Ешлі | Клімат : Ешлі | Клімат : Ешлі | Клімат : Ешлі |
| Показник                | Січ.          | Лют.          | Бер.          | Квіт.         | Трав.         | Черв.         | Лип.          | Серп.         | Вер.          | Жовт.         | Лист.         | Груд.         | Рік           |
| Середній максимум, °C   | −5,4          | −2,7          | 3,6           | 12,9          | 19,5          | 24,4          | 28,4          | 27,6          | 21,8          | 13,9          | 4,0           | −3,7          | 12,0          |
| Середня температура, °C | −11,2         | −8,4          | −2            | 5,9           | 12,7          | 17,9          | 21,4          | 20,3          | 14,6          | 7,0           | −1,7          | −8,9          | 5,7           |
| Середній мінімум, °C    | −16,7         | −14,1         | −7,7          | −1,1          | 5,9           | 11,5          | 14,5          | 13,1          | 7,3           | 0,1           | −7,4          | −14,2         | −0,7          |
| Норма опадів, мм        | 9             | 10            | 23            | 35            | 74            | 88            | 78            | 67            | 49            | 42            | 14            | 9             | 498           |
| ----------------------- | ------------- | ------------- | ------------- | ------------- | ------------- | ------------- | ------------- | ------------- | ------------- | ------------- | ------------- | ------------- | ------------- |
| Джерело: NOAA           |               |               |               |               |               |               |               |               |               |               |               |               |               |

## Демографія
Згідно з переписом 2010 року, у місті мешкало 749 осіб у 391 домогосподарстві у складі 201 родини. Густота населення становила 455 осіб/км².  Було 520 помешкань (316/км²).
Расовий склад населення:
| - 97,3 % — білих - 0,7 % — азіатів - 0,1 % — корінних американців - 0,1 % — чорних або афроамериканців |

До двох чи більше рас належало 1,7 %. Частка іспаномовних становила 0,4 % від усіх жителів.
За віковим діапазоном населення розподілялося таким чином: 12,3 % — особи молодші 18 років, 39,1 % — особи у віці 18—64 років, 48,6 % — особи у віці 65 років та старші. Медіана віку мешканця становила 64,3 року. На 100 осіб жіночої статі у місті припадало 82,2 чоловіків;  на 100 жінок у віці від 18 років та старших — 79,0 чоловіків також старших 18 років.
Середній дохід на одне домашнє господарство  становив 50 973 долари США (медіана — 31 964), а середній дохід на одну сім'ю — 64 162 долари (медіана — 51 250). Медіана доходів становила 37 083 долари для чоловіків та 40 139 доларів для жінок. За межею бідності перебувало 13,8 % осіб, у тому числі 19,7 % дітей у віці до 18 років та 10,3 % осіб у віці 65 років та старших.
Цивільне працевлаштоване населення становило 302 особи. Основні галузі зайнятості: освіта, охорона здоров'я та соціальна допомога — 45,4 %, роздрібна торгівля — 13,6 %, транспорт — 7,3 %, сільське господарство, лісництво, риболовля — 7,3 %.